# Larry Godfrey
Larry Godfrey, född 9 juni 1976, är en brittisk bågskytt. Han deltog vid olympiska sommarspelen 2004, olympiska sommarspelen 2008 och olympiska sommarspelen 2012.